# Henningtjärnarna (Ovikens socken, Jämtland, 697770-138105)
Henningtjärnarna är en sjö i Bergs kommun i Jämtland och ingår i Ljungans huvudavrinningsområde. Sjön har en area på 0,0598 kvadratkilometer och ligger 665,5 meter över havet.

## Delavrinningsområde
Henningtjärnarna ingår i det delavrinningsområde (697769-138074) som SMHI kallar för Utloppet av Stor-Storsjöavan. Medelhöjden är 681 meter över havet och ytan är 2,88 kvadratkilometer. Det finns inga avrinningsområden uppströms utan avrinningsområdet är högsta punkten. Vattendraget som avvattnar avrinningsområdet har biflödesordning 3, vilket innebär att vattnet flödar genom totalt 3 vattendrag innan det når havet efter 295 kilometer. Avrinningsområdet består mestadels av skog (87 procent). Avrinningsområdet har 0,15 kvadratkilometer vattenytor vilket ger det en sjöprocent på 5,3 procent.